# Liste der Stolpersteine in Hückelhoven
Die Liste der Stolpersteine in Hückelhoven enthält die Stolpersteine, die im Rahmen des gleichnamigen Kunst-Projekts von Gunter Demnig in Hückelhoven verlegt wurden. Mit ihnen soll an die Opfer des Nationalsozialismus erinnert werden, die in Hückelhoven lebten und wirkten.
Die erste Verlegung fand am 13. Dezember 2023 statt.

## Liste der Stolpersteine
| Name              | Adresse                    | Bild | Inschrift                                                                                                 | Verlegedatum  | Biografie und Anmerkungen |
| ----------------- | -------------------------- | --- | --- | ------------- | ------------------------- |
| Josef Salomon     | Friedhofstraße 13 ·        | Bild gesucht Der Benutzer GeorgDerReisende ( Diskussion ) wünscht sich an dieser Stelle ein Bild vom Ort mit diesen Koordinaten 51.032145 6.27686 . Motiv: Friedhofstraße 13: Stolpersteine für die Familie Salomon, die Lage und das Haus Falls du dabei helfen möchtest, erklärt die Anleitung , wie das geht. BW | Hier wohnte Josef Salomon Jg. 1858 deportiert 1942 Theresienstadt ermordet 20.3.1942                      | 13. Dez. 2023 |                           |
| Sibilla Ehlen     | Friedhofstraße 13 ·        | Bild gesucht Die Wikipedia wünscht sich an dieser Stelle ein Bild vom hier behandelten Ort. Falls du dabei helfen möchtest, erklärt die Anleitung , wie das geht. BW | Hier wohnte Sibilla Ehlen geb. Salomon Jg. 1891 deportiert 1942 Transit-Ghetto Izbica ermordet            | 13. Dez. 2023 |                           |
| Paula Kahn        | Friedhofstraße 13 ·        | Bild gesucht Die Wikipedia wünscht sich an dieser Stelle ein Bild vom hier behandelten Ort. Falls du dabei helfen möchtest, erklärt die Anleitung , wie das geht. BW | Hier wohnte Paula Kahn geb. Salomon Jg. 1896 deportiert 1942 Transit-Ghetto Izbica ermordet               | 13. Dez. 2023 |                           |
| Hermann Kahn      | Friedhofstraße 13 ·        | Bild gesucht Die Wikipedia wünscht sich an dieser Stelle ein Bild vom hier behandelten Ort. Falls du dabei helfen möchtest, erklärt die Anleitung , wie das geht. BW | Hier wohnte Hermann Kahn Jg. 1888 deportiert 1942 Transit-Ghetto Izbica ermordet                          | 13. Dez. 2023 |                           |
| Cilly Lorig       | Friedhofstraße 13 ·        | Bild gesucht Die Wikipedia wünscht sich an dieser Stelle ein Bild vom hier behandelten Ort. Falls du dabei helfen möchtest, erklärt die Anleitung , wie das geht. BW | Hier wohnte Cilly Lorig Jg. 1923 deportiert 1942 Transit-Ghetto Izbica ermordet                           | 13. Dez. 2023 |                           |
| Elfriede Kahn     | Friedhofstraße 13 ·        | Bild gesucht Die Wikipedia wünscht sich an dieser Stelle ein Bild vom hier behandelten Ort. Falls du dabei helfen möchtest, erklärt die Anleitung , wie das geht. BW | Hier wohnte Elfriede Kahn Jg. 1932 deportiert 1942 Transit-Ghetto Izbica ermordet                         | 13. Dez. 2023 |                           |
| Ernst Kahn        | Friedhofstraße 13 ·        | Bild gesucht Die Wikipedia wünscht sich an dieser Stelle ein Bild vom hier behandelten Ort. Falls du dabei helfen möchtest, erklärt die Anleitung , wie das geht. BW | Hier wohnte Ernst Kahn Jg. 1937 deportiert 1942 Transit-Ghetto Izbica ermordet                            | 13. Dez. 2023 |                           |
| Walter Löwenstein | Kirchstraße 44 ·           | Bild gesucht Der Benutzer GeorgDerReisende ( Diskussion ) wünscht sich an dieser Stelle ein Bild vom Ort mit diesen Koordinaten 51.0693 6.180594 . Motiv: Kirchstraße 44: Stolperstein für Walter Löwenstein, die Lage und das Haus Falls du dabei helfen möchtest, erklärt die Anleitung , wie das geht. BW        | Hier wohnte Walter Löwenstein ...                                                                         | 13. Dez. 2023 |                           |
| Ernst Mokwa       | Doveren, Auf dem Kamp 24 · | Stolperstein Hückelhoven Auf dem Kamp 24 Ernst Mokwa | Hier wohnte Ernst Mokwa Jg.1891 Mitglied SPD verhaftet 4.9. 1944 Messeager Köln Deutz ermordet 28.10.1944 | 6. Juni 2025  |                           |